# Łokomotiw Czelabińsk
Łokomotiw Czelabińsk (ros. Футбольный клуб «Локомотив» Челябинск, Futbolnyj Kłub "Łokomotiw" Czelabinsk) – rosyjski klub piłkarski z siedzibą w Czelabińsku.

## Historia
Chronologia nazw:
- 1937—1945: Traktor Czelabińsk (ros. «Трактор» Челябинск)
- 1946—1952: Dzierżyniec Czelabińsk (ros. «Дзержинец» Челябинск)
- 1953—1956: Awangard Czelabińsk (ros. «Авангард» Челябинск)
- 1957—1987: Łokomotiw Czelabińsk (ros. «Локомотив» Челябинск)

Piłkarska drużyna Traktor została założona w 1937 w mieście Czelabińsk. Drużyna reprezentowała Kirowski Zakład Budowy Czołgów (obecnie Czelabiński Zakład Budowy Traktorów).
W latach 1937–1938 zespół startował w rozgrywkach Pucharu ZSRR.
W 1945 klub debiutował w Drugiej Grupie Mistrzostw ZSRR. W 1946 roku zmienił nazwę na Dzierżyniec Czelabińsk. W 1947 i 1948 zajmował pierwsze miejsce w swojej grupie, ale w turnieju finałowym nie potrafił zdobyć awans do Pierwszej Grupy. W 1953 przyjął nazwę Awangard Czelabińsk.
W 1957 na bazie klubu Awangard powstał nowy klub o nazwie Łokomotiw Czelabińsk, który zajął miejsce Awangarda w Klasie B. W 1961 po raz trzeci zajął pierwsze miejsce w swojej grupie, ale jak i w poprzednich próbach nie zdobył awansu do najwyższej ligi.
W 1970 po kolejnej reorganizacji systemu lig ZSRR klub okazał się w Drugiej Grupie A, strefie 3. W 1974 zajął ostatnie 18 miejsce i pożegnał się z rozgrywkami na szczeblu profesjonalnym. Potem drużyna występowała w mistrzostwach obwodu czelabińskiego. W 1980 zespół ponownie startował w Drugiej Lidze, strefie 2. W 1982 kolejny raz zajął pierwsze miejsce w swojej grupie, ale w turnieju finałowym nie zdobył awansu do Pierwszej Ligi. Po sezonie 1987, w którym zajął spadkowe ostatnie 17 miejsce, klub został rozwiązany.

## Sukcesy
- 1 miejsce w Pierwszej Lidze ZSRR: 1947, 1948, 1961
- 1/8 finału w Pucharze ZSRR: 1964